# Morgantown Personal Rapid Transit
El Morgantown Personal Rapid Transit es un sistema hectométrico que opera en Morgantown, Virginia Occidental. Inaugurado en 1975, actualmente el sistema cuenta con 10 estaciones.